# Ємченко Андрій Іванович
Андрій Іванович Ємченко (нар. 16 (28) жовтня 1893, Михайлівка — 18 лютого 1964, Київ) — український радянський фізіолог, доктор біологічних наук, професор, член-кореспондент АН УРСР (з 23 січня 1957 року).

## Біографія
Народився 16 (28 жовтня) 1893 року в селі Михайлівці (тепер Кам'янського району Черкаської області). У 1925 році закінчив Київський медичний інститут. З 1933 року і до кінця життя завідував кафедрою Київського університету.

Могила Андрія Ємченка

Жив у Києві в будинку на вулиці Воровського (нині Бульварно-Кудрявська), 8. Помер в Києві 18 лютого 1964 року. Похований на Байковому кладовищі.

## Наукова діяльність
Праці присвячені фізіології серцевої діяльності й травлення, а також вищій нервовій діяльності людини і тварин. Разом з Д. С. Воронцовим склав підручник «Фізіологія тварин і людини» (Київ, 1952). За його редакцією видано українською мовою ряд творів І. П. Павлова.